# フルーツ・チャン
フルーツ・チャン（陳果、Fruit Chan）は、広東出身の香港の映画監督、脚本家、映画プロデューサー。

## 経歴
香港に移住した後、1981年から香港フィルムカルチャーセンターで学ぶ。1984年にゴールデンハーベストに入社し助監督、製作コーディネーターとして多くの作品に関わる。1991年の『大鬧廣昌隆』で初監督。1994年、独立して『メイド・イン・ホンコン』の脚本に取りかかり、親族から資金を集め、1996年から撮影を始める。国際映画祭に出品し大きな評価を得、フルーツ・チャンも注目される。また、『ドリアン ドリアン』と『ハリウッド★ホンコン』（歌：周迅）では主題歌の作詞も担当。

## 監督作品
- 大鬧廣昌隆 （Finale in Blood, 1993年）
- メイド・イン・ホンコン（香港製造, Made in Hong Kong, 1997年）……香港返還三部作
- 花火降る夏（去年煙花特別多, The Longest Summer, 1998年）……香港返還三部作
- リトル・チュン（細路祥, Little Cheung, 1999年）……香港返還三部作
- ドリアン ドリアン（榴槤飄飄, Durian, Durian, 2000年）……娼婦三部作
- ハリウッド★ホンコン（香港有個荷里活, Hollywood Hong-Kong, 2001年）……娼婦三部作
- トイレ、どこですか?（人民公廁, Public Toilet, 2002年）
- 1:99 電影行動「子ブタは体調不良」（小豬不舒服, Small Pig Is Ill, 2003年）
- 美しい夜、残酷な朝「Dumplings」（三更2 - 餃子, Dumplings - Three... Extremes, 2004年）
- 愛してる、成都「1976年」パート（成都 我爱你, Chengdu, I Love You, 2009年）
- THE JOYUREI 女優霊（Don't Look Up, 2009年）※邦画「女優霊」のハリウッドリメイク版
- 香港四重奏「黄色いサンダル」（黄色拖鞋, The Yellow Slipper, 2010年）
- ミッドナイト・アフター（那夜凌晨，我坐上了旺角開往大埔的紅VAN The Midnight After, 2014年)
- 謀殺似水年華（2016年）
- 三人の夫（三夫, Three Husbands, 2018年）……娼婦三部作
- 無敵のドラゴン（九龍不敗, The Invincible Dragon, 2019年）

## 製作作品
- 桃色 Colour Blossoms（桃色, Colour Blossoms, 2004年）
- ホット・サマー・デイズ（全城熱恋熱辣辣, Hot Summer Days, 2010年）2010年第23回東京国際映画祭で上映
- ハッピーイヤーズ・イブ（全球熱恋, Love in Space, 2011年）
- 淪落の人（淪落人, Still Human, 2018年）